# Zehneria oligosperma
Zehneria oligosperma är en gurkväxtart som beskrevs av Charles Jeffrey. Zehneria oligosperma ingår i släktet Zehneria och familjen gurkväxter. Inga underarter finns listade i Catalogue of Life.